# マイケル・フィニスィー
マイケル・フィニスィー （Michael Finnissy、1946年3月17日 - ）は、イギリスの作曲家、ピアニスト。フィニシー、あるいは、フィニッシーとも表記される。フィニスィーはブライアン・ファニホウと並んで、新しい複雑性に関った作曲家とされている。多くの「新しい複雑性」の作曲家がほとんど寡作であるのに対して、フィニスィーは作品カタログ除外作品を省いても250作を超える作品数と多くの編曲群を残している。そして、現在では多くのピアニストへ主要なレパートリーを供給し、音楽の歴史を鳥瞰するような態度が認められる。初期から民族音楽や身体言語などの引用という形で30年ほど続いた歴史との確執は、最終的に過去のイディオムを自作の数列表で読み直すような作曲法で帰結させている。

## 創作史

### (1966 - 1979)
作品カタログからは外された彼の「交響曲第1番（1965-66）」には、オルガンのクラスター音響や木管楽器の跳躍音程の炸裂に、既に彼の個性を決定付ける要素が散りばめられる。この時期の個性を決定付けたのは「歌（1966-1976）」シリーズであり、大半が独奏（あるいは独唱）のために書かれた。第五番から第九番までのピアノソロでは、全音域を隈なく跳躍する華麗な書法と、それとは無関係に長い沈黙（あるいは減衰し尽くすくらいにまでに長い持続）が対比され、楽譜の外観とは対照的に聴覚的なインパクトは平易である。同系統の作品を多作する傾向は全創作歴に一貫して見られ、「ミステリーズ（1976-79)」、「世界（1974）」といった大室内アンサンブル作品で評価を確立した。
作曲家本人以外演奏不可能、と思われたピアノソロ作品は当時アレクサンダー・エイバークロンビィ、ジェフリー・ダグラス・マッジ、ジャクリーヌ・メファノ、ロナルド・ラムスデン他によって演奏されていた。
この時期の作品は主にEdition Modernとツェルボーニ出版社とウニフェルザル出版社から出版されていたが、現在はカタログからほぼ全て外され、販売されていないものがほとんどである。一部の作品が英国音楽コレクションで閲覧できる。この時期までにハンフリー・サール、バーナード・スティーブンス、エドヴィン・ベンボウ、イアン・レイク、ロマン・ヴラドに師事したことが分かっている。

### (1980 - 1993)
イタリア、オランダ、フランスといった各地で作品が演奏された後、フィニスィーはロンドンへ戻った。この時期にはイギリスピアノ音楽史上最も演奏が困難な、ピアノ独奏のための「ピアノ協奏曲第4番（1980/rev.1996）」が書かれた。跳躍音程が依然として目立つものの非合理時価で囲まれた音符群は単音である。16分音符を羅列したセクションすら取り込まれ、1996年に再編集を行ったこともあり、音像は格段に見やすく構成の対比も簡易化が目立つ。ブライアン・ファーニホウは、この作品の書法の強度を「メタ・ピアノ」と呼んだ。
この時期には「a:bの非合理時価を互い違いに掛ける」独自のリズムシステムを編み出し、創作ペースの維持が容易になった。1979年辺りを境に跳躍音程の使用が減り、聴きやすい順次音程の使用へ興味を移し始める。「イングリッシュ・カントリー・チューンズ （1977/rev.1982-1985) 」は自作自演による1979年の初演後に徹底的に改訂され、限定された音域内を執拗に構成音を変えて長大な持続力を得る書法が頻出してくる。
「キャターナ(1984）」、「コントルダンス（1985）」といった作品には跳躍音程と幅広い音量の増減はほぼ姿を消し、流麗な旋律が聞かれるようになる。編曲（再作曲）の対象がジュゼッペ・ヴェルディやヨハン・シュトラウス2世からジョージ・ガーシュウィン、ヤーコプ・オブレヒトに移っているのは、対象となった作曲家の性格を吟味すれば偶然ではないことが理解されよう。この時期には世界各地の民俗音楽を独自の音楽語法で再構成する姿勢が強く、フィンランド、オーストラリア、日本、ルーマニアなどの国々が標的となった。この姿勢と試みが第三期の作品となる「様々な国家」へ帰結した。
演奏家不足のため、楽器間のバランスを考慮したかどうかも疑わしい変則編成の作品がこの時期には多く、彼の個性を理解した演奏家に出会えるのはまだ先の話になる。
この時期の作品は主にUnited Music Publishers Ltdから出版されている。

### (1994 - 2003)
この時期のフィニスィーは作曲と演奏の両面で、次世代の教育へ強い関心を示すようになった。第二期に書き直された「シュトラウス・ワルツ（1989)」はジョナサン・パウエルやニコラス・ハッジスといった当時20歳前後のピアニストに献呈されており、また、現在も盛んに活躍していることからも、才能の目利きの鋭さを窺える。その他にも1966年から1996年までの全ピアノ曲演奏に踏み切ったイアン・ペイス、イヴァ・ミカショフ最高の弟子と称えられるジェイムズ・クラッパトン、ロルフ・ハインド、イギリス人史上二人目の現代音楽対象ガウデアムス国際演奏コンクール優勝者のフィリップ・ハワード、ステファン・グートマンなど、高精度で現代作品を演奏できるピアニストが次々とイギリスから現れる。この全てのピアニストがフィニスィー演奏に何らかの形で関っており、かつてのフェルッチョ・ブゾーニが多くのピアニストを育てた事情に近似している。
イアン・ペイスの覇気に打たれた彼は、全曲五時間以上を要するピアノ独奏のための「音で辿る写真の歴史（1995-2001）」を完成させ、ペイスの手で全曲初演がなされた。「音で聞く自叙伝」とも語られるこの作品は、自らの人生そのものの描写がかつてほどには激することなく続いてゆく。全十一曲の中の最終曲「描き出された陽光を伴う輝き」に至ってはフィニスィーのピアノ音楽の頂点に位置するほどの、響きの純度の高い書法が認められる。この頃から作曲の弟子の国際的な活躍を目の当たりにすることも増え、1998年にはイギリス人では史上二人目のISCM名誉会員に選出された。CDのリリースもMETIERから体系的に出され、音でこの作曲家の真価を確認できる比率が飛躍的に高まった。
非常に緻密にパート同士の一致を確定する書法へ固執する一方で、「無頓着な裸（2001)」等のアンサンブル作品では1970年代のようにスコアを持たず、パート間の入りを演奏者同士で決定する柔軟な姿勢に結実している。
この時期の作品は主にオックスフォード大学出版社から出版されている。

### (2004 - 2015)
2004年7月、フィニスィーは第一期に世話になっていたEdition Modernと再契約し、主に第一期と第三期以降の作品を出版することが決定した。とはいっても、Edition Modern時代の作品を復刻する訳ではなく、未出版の作品を新規に出版する意向の様である。2004年はフィニスィー作品のみのピアノリサイタルがアメリカ、イギリス、日本の三カ国で行われるという、前代未聞の事態へ発展した。しかも、その三晩全てがヴェルディ編曲集を取り込んでいる。
フィニスィーはかつて「ヴェルディ編曲集を完成させる意向は現時点で既にない。出来上がったものを全て公開する」と断った上でUMPから1995年に出版した。ところが今年になってヴェルディ編曲集を完成させる計画が再浮上し、10月8日にはデイヴィッド・バーグの高弟マリリン・ノンケンが、ヴェルディ編曲集から第22番の世界初演を含むフィニスィーの個展をニューヨークのミラー・シアトレで開催した。11月25日にはジョナサン・パウエルがヴェルディ編曲集の第四巻の世界初演を含んだ、2004年時点のヴェルディ編曲集の選集をロンドンのBMIC内ウェアハウスで演奏した。ジョナサン・パウエルはヴェルディ編曲集の全36曲の世界初演を2005年の11月にウェアハウスとダラム大学で行った。
2006年にはイアン・ペイスを中心としたメンバーによって、還暦が6月に祝われ新作も書き下ろされた。イアン・ペイスによる「音で辿る写真の歴史」の全曲再演も成功した模様であり、録音のリリースが検討されている。ロシアのピアニストニカ・シロコラッドにより抜粋演奏された。9月23,24日の両日は「フィニスィー・ウィークエンド」と題され、創作の42年間を追う六つのコンサートとレセプションを含めた盛大な誕生会がBMICとOUPの共同によりロンドンで行われた。「イングリッシュ・カントリー・チューンズ」の作曲者本人による20年ぶりの演奏になった。2007年にはヴェルディ編曲集第三巻の決定稿が、アメリカでマリリン・ノンケンの手によって初演された。
この時期の作品はComposers Editionから発売されている。

### (2016 - )
現在はVerlag Neue Musik Berlinと契約し、旧作から最新作までが出版されている。

## ディスコグラフィー選

### ピアノ奏者としてのディスコグラフィー
旧友クリス・ニューマンのピアノソナタ1，4，6，10番を演奏したCDがMODEから発売された。このほか、師匠のバーナード・スティーブンスの作品集にも参加している。

### 作曲家としてのディスコグラフィー
METIER
- MSV 77501 5CD Finnissy: The History of Photography in Sound; Ian Pace
- MSV 28545 Finnissy: Music for Violin and Piano;	Darragh Morgan and Mary Dullea
- MSV 28536 Finnissy: Unknown Ground; Richard Jackson, New Music Players
- MSV 28557 Finnissy: SINGULAR VOICES; CLARE LESSER/CARL ROSMAN/DAVID LESSER
- MSV 28581 Finnissy: Six Sexy Minuets Three Trios[12]
- MSVCD 92010 Folklore - piano music by Michael Finnissy; Michael Finnissy
- MSVCD 92011 Finnissy: Music for String Quartet; Kreutzer Quartet
- MSVCD 92023 Finnissy: Seven Sacred Motets Voces Sacrae
- MSVCD 92027 2CD Finnissy: Verdi Transcriptions, etc; Ian Pace
- MSVCD 92030 Finnissy: Gershwin arrangements; Ian Pace
- MSVCD 92069 Finnissy: "This Church" R. Jackson, C. Money, IXION, Finnissy
- MSVCD 92050 Finnissy: Lost Lands, Dilok, Delal, Kulamen Dilan, Moon’s Goin’ Down, Runnin’ Wild, Keroiylu; Topologies

METRONOME
- Finnissy: Gershwin arrangements; Nicolas Hodges; ASIN: B0043FOFS6
- Finnissy: Etched Bright With Sunlight; Nicolas Hodges; ASIN: B00008H2LY EAN: 0723724541320

NMC
- NMC D043 MICHAEL FINNISSY: MARS + VENUS
- NMC D180 MICHAEL FINNISSY: SECOND AND THIRD STRING QUARTETS
- NMC D110 MICHAEL FINNISSY: EXAUDI SING FINNISSY
- NMC D040S MICHAEL FINNISSY: RED EARTH

ETCETERA
- MICHAEL FINNISSY: ENGLISH COUNTRY TUNES by Michael Finnissy
- MICHAEL FINNISSY: CONTRETÄNZE by Uroboros ENSEMBLE

Huddersfield Contemp
- MICHAEL FINNISSY: Beat Generation Ballads (2014); First Pollitical Agenda (1989-2006) ASIN: B01H2JA6IW EAN： 5060217670095 by Philip Thomas

New Focus
- MICHAEL FINNISSY: Wam; ASIN: B018UPNHCO EAN： 0600116685728

White
- MICHAEL FINNISSY:Gershwin arrangements for piano by Dirk Herten ASIN: B01HIE470E

## 関連文献
- Barrett, Richard. 1995. "Michael Finnissy: An Overview". Contemporary Music Review 13, no. 1:23–43.
- Bortz, Graziela. 2003. Rhythm in the Music of Brian Ferneyhough, Michael Finnissy, and Arthur Kampela: A Guide for Performers. Ph.D. Thesis, City University of New York.
- Brougham, Henrietta, Christopher Fox, and Ian Pace (eds.). 1997. Uncommon Ground: The Music of Michael Finnissy. Aldershot, Hants., and Brookfield, VT: Ashgate. ISBN 1-85928-356-X.
- Cross, Jonathan. 2001, "Finnissy, Michael (Peter)". The New Grove Dictionary of Music and Musicians, second edition, edited by Stanley Sadie and John Tyrrell. London: Macmillan Publishers. Updated by Ian Pace, 26 May 2010, Grove Music Online, edited by Deane Root.
- Pace, Ian. 1996. "The Panorama of Michael Finnissy: I". Tempo, no. 196 (1996), 25–35.
- Pace, Ian. 1997. "The Panorama of Michael Finnissy: II". Tempo, no. 201 (1997), 7–16.
- Steenhuisen, Paul. "Interview with Michael Finnissy". In Sonic Mosaics: Conversations with Composers. Edmonton: University of Alberta Press, 2009. ISBN 978-0-88864-474-9
- Toop, Richard. 1988. "Four Facets of the 'New Complexity'". Contact, no. 32:4–50.
- Finnissy, Michael (2016). "Notes to the Music", in Verdi Transcriptions (programme 13 March 2016), Guildhall School of Music, pp. (1)–(3).
- Pace, Ian (2016). "A Guide to the Verdi Transcriptions of Michael Finnissy", in Verdi Transcriptions (programme 13 March 2016), Guildhall School of Music, pp. (4)–(10).